# China Blue High-Definition Disc
China Blue High-Definition (CBHD), anteriormente conocido como CH-DVD (China High Definition DVD), es un formato de disco óptico de alta definición presentado en septiembre de 2007 por el Optical Memory National Engineering Research Center (OMNERC) de la Universidad Tsinghua en China. El formato fue un proyecto conjunto del DVD Forum y el OMNERC en 2005, y un primer prototipo fue lanzado en 2007. En 2008, durante el DVD Forum, el Comité Directivo el DVD Forum dio a OMNERC la potestad para editar las especificaciones del HD DVD
Hay muchas similitudes entre el CBHD y el HD DVD. Sin embargo, la compresión de video y la protección anticopia usados en ambos serán diferentes. CBHD usará el AVS para los codecs de audio y video, propiedad del Gobierno Chino. Los desarrolladores del CBHD reivindican que su formato presenta una mejor protección anticopia y que es parte de un gran impulso iniciado por China para luchar contra la piratería, así como para evitar el pago de royalties de patentes extranjeras.
A comienzos de marzo de 2009, Warner Bros anunció que apoyaría el CBHD lanzando algunos títulos en este formato, incluyendo la saga de películas de Harry Potter, con discos que serían vendidos por precios que oscilarían entre los 50 y los 70 yuan (aproximadamente de 8 a 12 euros).
Al igual que el HD DVD, el formato CBHD tiene una capacidad de 30 GB y puede usar las actuales líneas de producción del DVD